# Chamowniki
Chamowniki (ros. Хамовники) – dzielnica Moskwy, położona w centralnym okręgu administracyjnym Moskwy, na brzegu rzeki Moskwy.